# Tragovi
A Tragovi a YU grupa 1990-ben megjelent nagylemeze, amit az RTB adott ki, katalógusszáma. 210862.

## Az album dalai

### A oldal
1. Kome se raduješ (3:15)
2. Samo ponekad (2:55)
3. Posle snegova nema tragova (3:20)
4. Santa leda (3:40)
5. Otkad nemam te (3:30)

### B oldal
1. Sviram (4:15)
2. Tamni kapci (4:25)
3. Grad snova (4:15)
4. Bluz na tri četri (3:50)

## Közreműködők
- Dragi Jelić – gitár, ének
- Žika Jelić – basszusgitár
- Bata Kostić – gitár
- Ratislav Đelmaš – dob

### Vendégzenészek
- Saša Lokner – billentyűs hangszerek
- Nikola Čuturilo – háttérvokál
- Pera Joe – harmónika